# Bạc Liêu (Provinz)
Bạc Liêu ist eine Provinz (tỉnh) von Vietnam. Sie liegt im Süden des Landes in der Region Mekongdelta. Hauptstadt der Provinz ist Bạc Liêu.

## Bezirke
Bạc Liêu gliedert sich in sieben Bezirke:
- 6 Landkreise (huyện): Đông Hải, Giá Rai, Hòa Binh, Hồng Dân, Phước Long, Vĩnh Lợi
- 1  Provinzstadt (thành phố trực thuộc tỉnh): Bạc Liêu (Hauptstadt)